# Republiek Vermont
De Republiek Vermont was een onafhankelijke staat van 1777 tot 1791. In dat laatste jaar trad de republiek toe tot de Verenigde Staten als de staat Vermont. Het was de eerste uitbreiding van de oorspronkelijke 13 staten.
Het huidige Vermont ligt aan de rand van wat ooit de Franse kolonie Nieuw-Frankrijk was. Tijdens de Zevenjarige Oorlog streden de Britten en Fransen ook in Noord-Amerika, de Franse en Indiaanse Oorlog. Britse kolonisten streden mee aan de kant van de Engelsen. Bij de  Vrede van Parijs in 1763 werd het huidige Vermont door de Fransen overgedragen aan de Engelsen.
Op 15 januari 1777 riepen de inwoners van de kolonie Nieuw-Connecticut, zoals het gebied toen nog heette, de onafhankelijkheid uit. Er werd een grondwet opgesteld waarin, uniek voor de Amerikaanse koloniën, de vrije geboorte van een ieder op het grondgebied van de staat werd vastgelegd.